# Книга джунглей 2 (предстоящий фильм)
«Книга джунглей 2» (англ. The Jungle Book 2) — предстоящий американский фильм режиссёра Джона Фавро, продолжение к фильму «Книга джунглей».

## Сюжет
Сюжет на данный момент неизвестен.

## В ролях
- Нил Сети — Маугли

## Производство
После финансовых сборов и положительной критики первого фильма студия начала работу над продолжением. Джон Фавро вернётся в качестве режиссёра, и Нил Сети повторит свою роль, в то время как сценарист Джастин Маркс также ведет переговоры о его возвращении. 25 апреля 2016 года было объявлено, что Фавро и Маркс вернутся в кресла режиссёра и сценариста соответственно, а продолжение возможно выйдет в 2019 году и будет демонстрироваться вместе с «Королём Львом». Однако в марте 2017 года было объявлено, что продолжение было приостановлено, чтобы Фавро вместо этого сосредоточился главным образом на «Короле Льве». К 12 января 2018 года Маркс закончил ранний черновик сиквела, который, по его словам, «пойдет дальше» по материалам Киплинга, а также по элементам отклоненных черновиков Билла Пита для фильма 1967 года. В октябре 2018 года Нил Сети подтвердил, что повторит свою роль Маугли. С 2018 года проект приостановлен на неопределённый срок.